# 영광의 나날
영광의 나날(Days Of Glory)은 미국에서 제작된 자크 투르뇌르 감독의 1944년 드라마, 멜로/로맨스, 전쟁 영화이다. 타마라 투마노바 등이 주연으로 출연하였고 케이시 로빈슨 등이 제작에 참여하였다.

## 출연

### 주연
- 타마라 투마노바
- 그레고리 펙
- 앨런 리드
- 마리아 팰머

### 조연
- 로웰 길모어
- 휴고 하스
- 글렌 버넌
- 루 크로스비
- 윌리엄 찰리
- 이포드 게이지
- 이반 트리에졸트
- 조셉 비탈

## 제작진
- 미술: 모드카이 고렐릭
- 의상: 레니